# PT-97
PT-97 – polski projekt czołgu podstawowego, mający być końcowym etapem modernizacji czołgu PT-91. Doświadczenia zdobyte przy opracowywaniu i produkcji czołgu PT-97 miały pomóc w opracowaniu polskiego czołgu III generacji – „Goryl”.

## Historia
Czołgi PT-94 i PT-97 miały być kolejnymi etapami modernizacji czołgu PT-91 i wypełnić lukę pomiędzy czołgami podstawowymi II generacji T-72, a czołgiem III generacji („Goryl”). Opracowanie PT-97 planowano wykonać w latach 1995-1997, a produkcja miała trwać do 2005 roku. Ostatecznie projekt PT-97 nie wyszedł poza stadium prac koncepcyjnych.

## Opis konstrukcji
PT-97 miał posiadać całkowicie nową wieżę z pancerzem wielowarstwowym w przedniej części. Wykonana miała być metodą spawania z płyt pancernych. Ponadto zakładano zastosowanie zintegrowanego systemu dowodzenia oraz nowego systemu kierowania ogniem, który byłby przystosowany do sterowania przeciwpancernymi pociskami rakietowymi.
Głównym uzbrojeniem czołgu miała być zmodyfikowana armata 2A46 kal. 125 mm, wyposażona w nową stabilizację. Ponadto planowano zainstalowanie moździerza kal. 60 mm oraz przeciwlotniczego karabinu maszynowego sterowanego z wnętrza wieży.
W celu zwiększenia ruchliwości czołgu na polu walki, zdecydowano się na opracowanie nowej konstrukcji zawieszenia.
Ponadto przewidywano zastosowanie środków łączności nowej generacji oraz systemu ochrony ABC.